# Piper yessupianum
Piper yessupianum är en pepparväxtart som beskrevs av William Trelease. Piper yessupianum ingår i släktet Piper och familjen pepparväxter. Inga underarter finns listade i Catalogue of Life.